# Like Company
株式会社Like Company（ライクカンパニー）は、京都府京都市右京区に本社を置く法人専門在庫買取業者。
法人在庫処分を中心としている。

## 概要
2016年2月に設立。アパレル、化粧品、家電、食品、ブランド品、OA機器、生活雑貨などジャンルを問わず取り扱い、自社店舗、インターネット販売・海外輸出など法人専門の在庫買取、在庫処分を手がけている。
また就労継続支援A型事業「Plaisir（プレジール）」を運営し、障害者の就労支援事業を行っている。。
飲食営業も手掛けており、京都パープルサンガのスタジオグルメスポンサーとして出店している。